# AN/TPS-70
AN / TPS-70  — мобильная трёхкоординатная радиолокационная станция S диапазона волн с фазовой антенной решёткой. Производится американской компанией Westinghouse Electric Corporation в качестве преемника AN/TPS-43 и предназначена для обнаружения и сопровождения воздушных целей на расстояниях до 450 км.

## Тактико-технические характеристики[1]
- Диапазон частот   	           2,9…3,0 Гц
- Время повторения импульса 	   4 мс
- Период повторения импульса   	   250…275 Гц
- Длительность импульса 	   6,5 мкс
- Импульсная мощность   	   3,5 МВт
- Средняя мощность 	           6,2 КВт
- Дальность обнаружения   	   450 км
- Ширина диаграммы направленности: 1,5°
- Скорость вращения антенны 	   6 об/мин (10 сек)

## Стоит на вооружении в странах
- США
- Сербия